# Jimmie Lunceford
James Melvin "Jimmie" Lunceford (6 de Junho de 1902–12 de Julho de 1947) foi um saxofonista americano e líder de banda na Era do Swing.

## Biografia
Jimmie nasceu em Fulton, no Mississippi, mas estudou em Denver e conseguiu graduar-se como Bacharel em Artes na Universidade Fisk em Nashville. Em 1927, enquanto lecionava o colegial em Memphis, Tennessee, ele organizou uma banda de estudantes, a Chickasaw Syncopators, que depois teve seu nome alterado para Jimmie Lunceford Orchestra quando entrou em turnê. A orquestra fez sua primeira gravação em 1930. Depois de um período em turnê, a banda aceitou um convite para tocar no prestigioso nightclub do Harlem, The Cotton Club, em 1933. O Cotton Club já apresentava Duke Ellington e Cab Calloway, que começava a conquistar sua sólida fama graças aos shows inventivos para os fãs brancos do Cotton Club. A orquestra de Lunceford, com sua fina musicalidade e oferecendo grandioso humor em sua música e letras, tornou-se a banda do clube, e a reputação de Lunceford começou a crescer rapidamente.
A comédia e o vaudeville eram parte distinta das apresentações de Lunceford. Músicas como "Rhythm Is Our Business", "I'm Nuts about Screwy Music", "I Want the Waiter (With the Water)" e "Four or Five Times" demonstravam um total senso de swing, oferecidos por inteligentes arranjamentos de Sy Oliver junto a letras um tanto bizarras. Os shows de Lunceford incluiam frequentemente fantasias, pequenas peças humorísticas, e óbvios desafios às bandas brancas de Jazz mainstream, como as orquestras de Paul Whiteman e Guy Lombardo.
Apesar da veia cômica da banda, Lunceford sempre manteve o profissionalismo na música apropriado a um professor; esse profissionalismo valeu a pena e durante o ápice do swing, nos anos 1930, sua orquestra foi considerada igual à de Duke Ellington, Earl Hines ou à de Count Basie. A precisão dos músicos pode ser escutada em algumas peças, como "Wham (Re-Bop-Boom-Bam)", "Lunceford Special", "For Dancers Only", "Uptown Blues" e "Stratosphere". O arranjador e trompetista Sy Oliver deu à orquestra sua marca registrada de duas batidas rítmicas. A notável seção de saxofones era liderada pelo saxofonista alto Willie Smith. Lunceford frequentemente usava um bastão de condução para conduzir sua orquestra.
A orquestra começou a gravar para o selo Decca e depois assinou com a Vocalion, uma subsidiária da Columbia Records, em 1938. Eles excursionaram extensivamente pela Europa em 1937, mas tiveram de cancelar uma segunda turnê em 1939, por conta da eclosão da Segunda Guerra Mundial. A Columbia quebrou o contrato com Lunceford em 1940 por conta das poucas vendagens. Sy Oliver abandonou a orquestra antes dos shows agendados em 1939 para se juntar a Tommy Dorsey como arranjador. Lunceford retornou ao selo Decca.
A orquestra apareceu no filme de 1941 Blues in the Night.
Em 1947, enquanto tocava em Seaside, no Oregon, Lunceford entrou em choque e morreu de parada cardiorrespiratória durante uma sessão de autógrafos. Alegações e rumores circularam dizendo que Jimmie foi envenenado por um dono de restaurante de peixes que ficou infeliz de ter servido a um Negro em seu estabelecimento.

## Legado após 1947
Alguns membros da orquestra, notavelmente Eddie Wilcox e Joe Tomas mantiveram a banda em frente por um tempo mas a Jimmie Lunceford Orchestra parou de tocar em 1949.
Em 1999, o saxofonista holandês e líder da "Aces of Syncopation", Robert Veen, e um time de músicos dedicados conseguiram permissão para usar os arranjos e músicas originais da orquestra de Jimmie Lunceford. Eles reconstituíram a banda e asseguraram os direitos autorais do uso do nome de Lunceford. A estréia oficial da The Jimmie Lunceford Legacy Orchestra ocorreu em Julho de 2005, no North Sea Jazz Festival.

## Discografia selecionada
- Stomp it Off (1934-1935 Decca) (GRP CD)
- Swingsation (1935-1939 Decca) (1998 GRP CD)
- Lunceford Special (1939 Columbia) (ca 1975 Columbia LP)
- Rhythm is Our Business (1933-1940, ambos períodos e gravadoras, sucessivamente) (ASV CD)
- For Dancers Only (GRP/Decca) (1994)
- Jukebox Hits: 1937-1947 (Acrobat) (2005)
- Life is Fine or Quadromania (Membran/Quadromania Jazz) (2006)